# Bukowo (powiat wałecki)
Bukowo – wieś w Polsce położona w województwie zachodniopomorskim, w powiecie wałeckim, w gminie Człopa.
W latach 1975–1998 miejscowość administracyjnie należała do województwa pilskiego.